# Felt (zespół muzyczny)
Felt – brytyjski zespół alternatywny, aktywny w latach 80.
Jedyni stali członkowie to Lawrence i Gary Ainge (Ainge nie jest wymieniony jako współtwórca pierwszego albumu Felt, ponieważ Lawrence nagrał go solowo, zanim powstał zespół). Felt jest często przywoływany jako główna inspiracja muzyka Belle and Sebastian Stuarta Murdocha i amerykańskiego The Tyde.

## Dyskografia

### Albumy
- The Strange Idols Pattern and Other Short Stories (Cherry Red) (1984)
- Ignite the Seven Cannons (Cherry Red) (1985)
- Let the Snakes Crinkle Their Heads to Death (Creation Records) (1986)
- Forever Breathes the Lonely Word (Creation Records) (1986)
- The Pictorial Jackson Review (Creation Records) (1988)
- Train Above the City (Creation Records) (1988)
- Me and a Monkey on the Moon (Cherry Red) (1989)

### EPki
- Crumbling the Antiseptic Beauty (Cherry Red) (1982)
- The Splendour of Fear (Cherry Red) (1984)
- Poem of the River (Creation Records) (1987)

### Single
- Index (Shanghai Records) (1979)
- Something Sends Me to Sleep (Cherry Red) (1981)
- My Face Is on Fire (Cherry Red) (1982)
- Penelope Tree (Cherry Red) (1983)
- Mexican Bandits (Cherry Red) (1984)
- Sunlight Bathed the Golden Glow (Cherry Red) (1984)
- Primitive Painters (Cherry Red) (1985)
- Ballad of the Band (Creation Records) (1986)
- Rain of Crystal Spires (Creation Records) (1986)
- The Final Resting of the Ark (Creation Records) (1987)
- Space Blues (Creation Records) (1988)
- Get out of My Mirror (Cherry Red) (1989)
- Primitive Painters (Cherry Red) (1992)

### Kompilacje
- Felt (Virgin) (1984)
- Gold Mine Trash (Cherry Red) (1987)
- Bubblegum Perfume (Creation Records) (1990)
- Absolute Classic Masterpieces (Cherry Red) (1992)
- Absolute Classic Masterpieces Volume II (Creation Records) (1993)
- Stains on a Decade (Cherry Red) (2003)